# Laura Graves
Laura Graves (Burlington, 22 de julio de 1987) es una jinete estadounidense que compite en la modalidad de doma.
Participó en los Juegos Olímpicos de Río de Janeiro 2016, obteniendo una medalla de bronce en la prueba por equipos (junto con Allison Brock, Kasey Perry-Glass y Steffen Peters).
Ganó dos medallas de plata en el Campeonato Mundial de Doma de 2018 y dos medallas en los Juegos Panamericanos de 2015.

## Palmarés internacional
| Juegos Olímpicos     | Juegos Olímpicos        | Juegos Olímpicos  | Juegos Olímpicos      |
| Año                  | Lugar                   | Medalla           | Categoría             |
| -------------------- | ----------------------- | ----------------- | --------------------- |
| 2016                 | Río de Janeiro (Brasil) | Medalla de bronce | Por equipos           |
| Campeonato Mundial   |                         |                   |                       |
| Año                  | Lugar                   | Medalla           | Categoría             |
| 2018                 | Tryon (Estados Unidos)  | Medalla de plata  | Individual (especial) |
| 2018                 | Tryon (Estados Unidos)  | Medalla de plata  | Por equipos           |
| Juegos Panamericanos |                         |                   |                       |
| Año                  | Lugar                   | Medalla           | Categoría             |
| 2015                 | Toronto (Canadá)        | Medalla de oro    | Por equipos           |
| 2015                 | Toronto (Canadá)        | Medalla de plata  | Individual            |